# 古巴政党列表
这是一个关于古巴政党的列表。
1992年修订的古巴宪法将组建其他政党的行为除罪化。此后，反对党在古巴时有出现，但它们在古巴国内几乎没有任何影响力。
古巴法律禁止任何团体和个人接受外国政府以在古巴国内创建政治组织为目的的资金援助。古巴法律不允许包括古巴共产党在内的任何政党推荐候选人参加选举。各级议员在没有任何政党干涉的情况下经由公民投票选举产生。虽然当选议员主要来自于古巴共产党，但还有一些议员是不隶属于任何政党的独立人士。因此，反对党的政治集会只是偶尔在岛上举行。
古巴法律还规定，为政治组织的目的接受外国政府资金将受到惩罚。
| 政黨                     | 意識形態                             | 來源        |
| ------------------------ | ------------------------------------ | ----------- |
| 古巴共产党               | 马克思列宁主义 马蒂思想 卡斯特罗主义 | [ 6 ] [ 7 ] |
| 古巴自由意志党—何塞·马蒂 | 自由主义                             | [ 8 ]       |
| 古巴基督教民主党         | 基督教民主主义                       | [ 9 ]       |
| 基督教解放运动           | 基督教民主主义                       | [ 10 ]      |
| 古巴民主社会主义潮流     | 民主社会主义                         | [ 9 ]       |
| 古巴自由团结党           | 自由主义                             | [ 9 ]       |
| 古巴自由联盟             | 自由主义                             | [ 9 ]       |
| 古巴民主社会-革命党      | 民主社会主义                         | [ 9 ]       |
| 正统革新党               | 革新主义                             | [ 9 ]       |
| 古巴社会民主合作         | 社会民主主义                         | [ 9 ]       |